# Österreichische Botschaft in Sarajevo

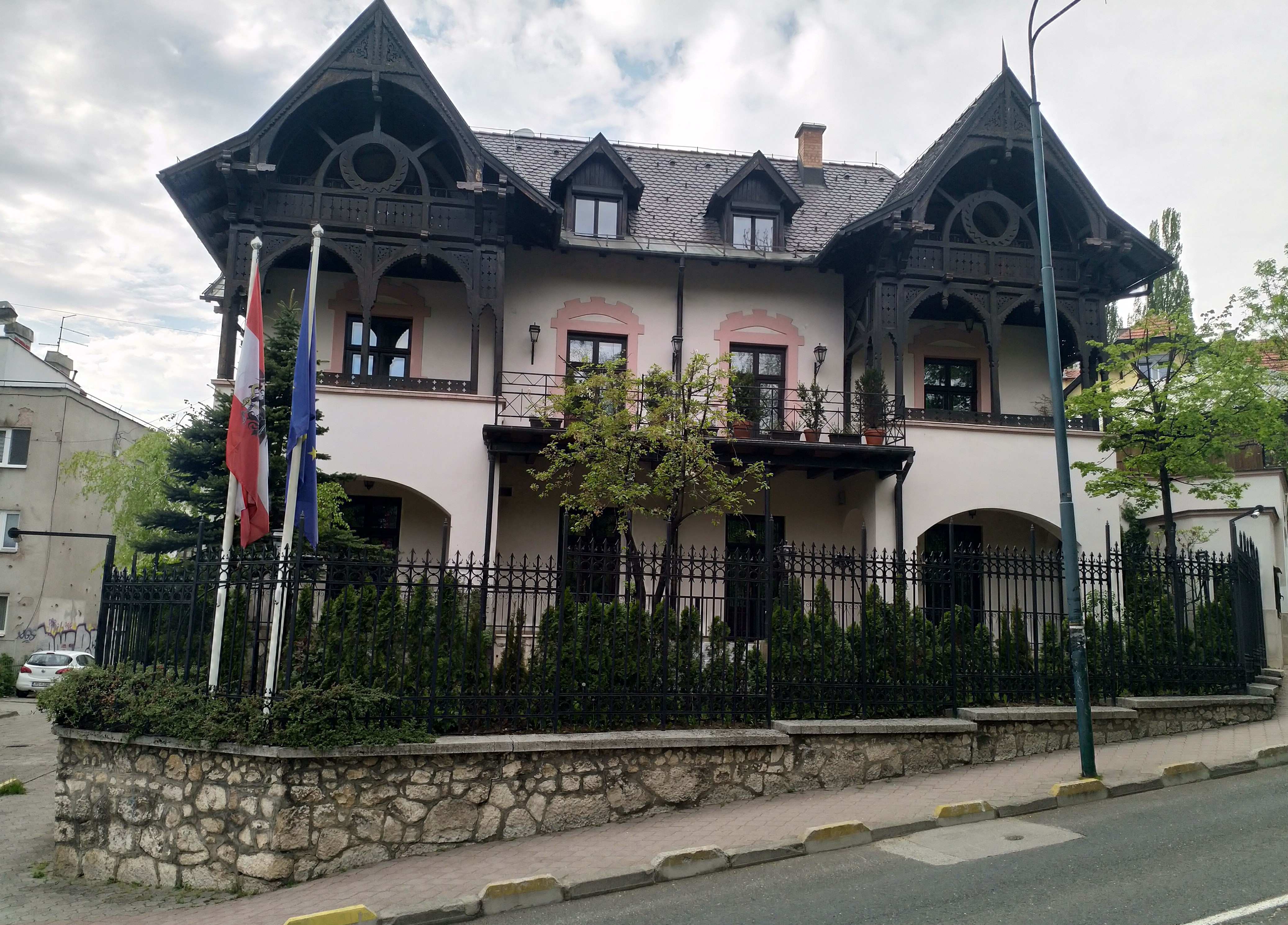
Österreichische Botschaft in Sarajevo

Die Österreichische Botschaft in Sarajevo (bosnisch Ambasada Austrije u Sarajevu) ist der Hauptsitz des österreichischen Botschafters in Bosnien und Herzegowina, des diplomatischen Vertreters der Republik Österreich in Bosnien und Herzegowina (Bosna i Hercegovina), in Sarajevo.

## Geschichte
Bosnien, mit der heute angegliederten südlichen Landschaft Herzegowina, entstand im 16. Jahrhundert als Eyâlet Bosnien, eine Provinz des Osmanischen Reiches. Sie lag direkt an der österreichischen Militärgrenze der Türkenkriege. Die Diplomatie der Habsburgermonarchie lief über die Österreichische Gesandtschaft bei der Hohen Pforte in Istanbul. 1878 besetzte Österreich-Ungarn diesen Teil des „kranken Mann am Bosporus“, und die Krise der formalen Annexion 1908 und das Attentat in Sarajewo 1914 auf den österreichischen Thronfolger löste letztlich den Ersten Weltkrieg aus. Für Bosnien – obschon ein islamisch geprägtes Land – war Österreich als Schutzmacht durchaus willkommen, und das Land wurde gut integriert, so hat Österreich schon 1912 den Islam als Religion anerkannt, und im Krieg galten die bosniakischen Truppen als die Kaisertreuesten. Im Vielvölkerstaat führte das aber zu Spannungen, weil es das zu der Zeit schon hochgradig instabile Gleichgewicht insbesondere der deutschen Österreicher, Ungarn und Slawen weiter in Unordnung brachte. Deshalb wurde auch bis Kriegsende Bosnien keinem der beiden Reichsteile (Cisleithanien/Österreich und Transleithanien/Ungarn) zugeteilt, sondern gemeinschaftlich verwaltet (vom k.u.k. Finanzministerium).
Nach dem Krieg ging die Region im Königreich, dann Republik Jugoslawien auf. Diplomatisch zuständig war nun die Österreichische Botschaft in Belgrad in Serbien. Im Zweiten Weltkrieg kam nach dem Balkanfeldzug 1941 Bosnien zum Vasallenstaat Kroatien, wurde aber schon 1943 von den Partisanen unter Tito weitgehend befreit. Die weitere Geschichte war vom Kalten Krieg geprägt, in dem Jugoslawien als neutral, aber russlandfreundlich galt.
Nach dem Zerfall Jugoslawiens wurde Bosnien und Herzegowina am 7. April 1992 international anerkannt. Es brach aber der Bosnienkrieg aus, ein Ringen der moslemischen Bosnier, der Serben und der Kroaten um ihre jeweiligen Gebiete im Land, der 1995 mit dem Dayton-Abkommen beigelegt wurde. Insbesondere die ethnischen Säuberungen der Serben, aber auch Kroaten stürzte das Land in eine immense humanitäre Krise. In der Bosnien-De-facto-Unterstützungsaktion nahm Österreich 90.000 Asylanten auf, und die aus diesem Anlass begonnene Initiative Nachbar in Not wurde zu einer der erfolgreichsten Spendenaktionen Österreichs. Daher hat Österreich bis heute eine große bosnische Gemeinschaft.
Mit 6. April 1994 residiert ein österreichischer Botschafter in Sarajevo, in diesem Jahr wurde auch die Botschaft von Bosnien und Herzegowina in Wien eröffnet.
Seit Juni 1997 ist die Österreichische Botschaft operativ tätig, eröffnet wurde sie 21. November 1997, parallel mit dem Botschafts-Außenbüro in Banja Luka. 1996 wurden die Österreich-Bibliotheken Sarajevo und Tuzla eröffnet, 2008 folgte die in Banja Luka.
Seither werden intensive politische, diplomatische und kulturpolitische Kontakte gepflegt, insbesondere in der Begleitung des EU-Beitrittsprozesses, Dezember 2010 wurde das Land offizieller Beitrittskandidat. März 2012 eröffnete die Republika Srpska, der serbische Landesteil, ein eigenes Vertretungsbüro in Wien.

## Bosnisch-herzegowinisch-österreichische Beziehungen
Die Beziehungen zwischen den beiden Ländern sind von jeher „sehr freundschaftlich“,
Wichtige Zusammenarbeiten mit dem noch in der Konsolidierungsphase befindlichen Staat in Hinblick auf die instabilen Lagen am Balkan bestehen im Bereich innere Angelegenheiten und Polizeikooperation, im Militärwesen, in Fragen Arbeit und Soziales, der Zusammenarbeit mit europäischen und internationalen Institutionen, für diese Themen stellen die zuständigen österreichischen Ministerien eigene Attachés. Die Westbalkan-Konferenzen sind bedeutende Basis der Verständigung in wichtigen geopolitischen Fragen.
Die bilateralen Wirtschaftsbeziehungen sind erst im Aufbau begriffen, und liegen in der Bilanz etwas zugunsten Bosnien-Herzegowinas (Außenhandelsvolumen 2014 Österreich zu Bosnien-Herzegowina 346 Mio. zu 456 Mio. Euro).
Für Österreich ist der Partner vergleichsweise wenig wichtig (um die 0,25 % des Außenhandels), trägt aber zur Bedeutung als einer der Hauptakteure am Westbalkan bei:
Für Bosnien-Herzegowina ist Österreich mit einem kumulierten Investitionsvermögen von etwa 1,3 Mrd. Euro der größte Investor im Land, noch vor den Nachbarstaaten Serbien, Kroatien und Slowenien, Österreich leistete bis 2014 knapp 20 % der gesamten ausländischen Direktinvestitionen seit 1994. Österreichische Firmen sind in vielen Branchen Marktführer, etwa im Finanzsektor und der Baumaterialbranche.
Eng ist auch der Kulturaustausch, neben den Österreich-Bibliotheken, Künstleraustauschprogrammen und Kulturveranstaltungen, sowie Stipendienvermittlung sind beispielsweise Programme wie das Kulturjahr Österreich und Bosnien-Herzegowina 2016 ein Teil der Auslandskulturarbeit in der Schwerpunktregion Westbalkan. Ein besonders Programm ist auch das k-education Projektbüro Sarajewo des Bildungsministeriums und der KulturKontakt Austria.

## Organisation
Der Sitz der Österreichischen Botschaft Sarajevo befindet sich direkt am Veliki park an der Adresse Dzidzikovac 7, im Stadtteil Mejtaš des Stadtbezirkes Sarajevo-Centar.
Zur Botschaft gehört auch:
- Büro des Verteidigungsattachés[10]
- Attaché des Innenministerium[9]
- Büro des Sozialattachés[11]
- AußenwirtschaftsCenter Sarajewo (Handelsabteilung der Österreichischen Botschaft Sarajewo)[16][12]

Weitere diplomatische Stellen:
- Österreichisches Kooperationsbüro in Wissenschaft, Bildung und Kultur der Österreichischen Kulturvereinigung an der Universität Sarajevo[17][14]
- Beauftragte für Bildungskooperation – k·education Projektbüro Sarajewo[18][14]
- Österreich-Bibliothek Sarajewo (Austrijska biblioteka); in der National- und Universitätsbibliothek von Bosnien und Herzegowina (NUBBiH)[19]
- Österreich-Bibliothek Banja Luka; in der Universität Banja Luka[20]
- Österreich-Bibliothek Tuzla; in der National- und Universitätsbibliothek „Derviš Sušić“ Tuzla[21]

## Liste der Österreichischen Botschafter
| Name                                 | Amtszeit                             | Anmerkungen |                                      |
| Österreich → Bosnien und Herzegowina | Österreich → Bosnien und Herzegowina | Österreich → Bosnien und Herzegowina | Österreich → Bosnien und Herzegowina |
| ------------------------------------ | ------------------------------------ | --- | ------------------------------------ |
| Franz Bogen                          | 6. April 1994 – 1996                 | |                                      |
| Valentin Inzko                       | 1996 – 1999                          | davor u. a. Leiter OSZE-Mission in Serbien; danach Botschafter in Slowenien, UN-Hoher Repräsentant und EU-Sonderbeauftragter für Bosnien-Herzegowina |                                      |
| Gerhard Jandl                        | 2000 – 2005                          | davor Vorsitzender EU-Balkan-Arbeitsgruppe; danach Botschafter in Serbien, Sicherheitspolitischer Direktor BMEIA                                     |                                      |
| Werner Almhofer                      | März 2005 – Mai 2009                 | davor an div. Botsch. und am Außenministerium; danach Leiter der OSCE-Mission im Kosovo                                                              |                                      |
| Donatus Köck                         | Juni 2009 – September 2013           | |                                      |
| Martin Pammer                        | Oktober 2013 – 2018                  | vorher Botschafter in Montenegro |                                      |
| Ulrike Hartmann                      | Januar 2019 - 2024                   | |                                      |
| Georg Diwald                         | 2024 -                               | davor Österreichischer Botschafter für Liechtenstein                                                                                                 |                                      |